# Pyramidcampa
Pyramidcampa là một chi bướm đêm thuộc họ Noctuidae.